# Вайдхофен-ан-дер-Тайя
Вайдхофен-ан-дер-Тайя (нем. Waidhofen an der Thaya) — община и город, окружной центр в Австрии, в федеральной земле Нижняя Австрия.
Входит в состав округа Вайдхофен-ан-дер-Тайя. Население составляет 5766 человек (на 31 декабря 2005 года). Занимает площадь 46,03 км². Идентификационный код — 3 22 20.

## Политическая ситуация
Бургомистр общины — Йозеф Рамхартер (Josef Ramharter) (АНП) по результатам выборов 2021 года.
Совет представителей общины (нем. Gemeinderat) состоит из 29 мест.
Распределение мест:
- АНП занимает 17 мест.
- СДПА занимает 7 мест.
- Партия UBL занимает 2 места.
- Зелёные занимают 2 места.
- Партия FB & U занимает 1 место.